# Zest Airways
Zest Airways (ab 2013 im Markenauftritt AirAsia Zest, ursprünglich Asian Spirit) war eine philippinische Fluggesellschaft mit Sitz in Manila und Basis auf dem dortigen Ninoy Aquino International Airport. Das Unternehmen fusionierte im Herbst 2015 mit AirAsia Philippines zur Philippines AirAsia und stellte den eigenen Flugbetrieb zum Jahresende 2015 ein.

## Geschichte

### Asian Spirit

Logo der ehemaligen Asian Spirit

Zest Airways wurde im Jahr 1995 von einer Genossenschaft unter dem Namen Asian Spirit gegründet. Die Genossenschaft bestand aus 36 philippinischen Luftfahrtangestellten, die sich überwiegend aus der damals finanziell angeschlagenen Philippine Airlines rekrutierten. Die Betriebsaufnahme erfolgte im April 1996, u. a. zwischen Manila und Caticlan (Boracay).
Im Jahr 2006 flog Asian Spirit von den Städten Manila, Angeles City und Cebu landesweit 32 Zielorte an. Die erste internationale Verbindung wurde am 2. April 2006 zwischen Davao City und Koror auf Palau eingerichtet. Im März 2007 ergänzte eine erste McDonnell Douglas MD-82 die Flotte.

### Zest Airways

Logo der ehemaligen Zest Airways

Im Oktober 2008 wurde die Gesellschaft in Zest Airways umbenannt. Ab dem 30. März 2010 befand sich Zest Airways auf der Liste der Betriebsuntersagungen für den Luftraum der Europäischen Union. Die Europäische Kommission begründete diesen Schritt damit, dass die für die Aufsicht der in den Philippinen zugelassenen Luftfahrtverkehrsunternehmen zuständigen Behörden nicht hinreichend in der Lage sind Sicherheitsmängel zu erkennen und beheben zu lassen, was aus einer Untersuchung der internationalen Zivilluftfahrtorganisation ICAO vom Herbst 2009 hervorgeht. Demnach wurde nach dem Vorsorgeprinzip allen philippinischen Fluggesellschaften ein Flugbetrieb in der EU untersagt.
Am 16. August 2013 wurde Zest Airways vorläufig die Betriebslizenz entzogen, die Gesellschaft durfte keine Flüge mehr durchführen. Als Gründe wurden technische Mängel, einige Flugausfälle und ungeeignetes Personal im Management angeführt. Vier Tage später, am 20. August 2013, erhielt Zest Airways bereits die Genehmigung für drei Flugzeuge zurück, da sie alle strittigen Sachverhalte gelöst hat. Nach weiteren Untersuchungen der zuständigen Behörden erhielten auch die restlichen Flugzeuge am 22. August 2013 die Betriebsgenehmigung zurück. Laut Zest Airways verursachte die Stilllegung rund 70 Millionen Philippinische Pesos Schaden pro Tag und 7000 Passagiere waren von ausfallenden Flügen betroffen.

### Markenauftritt AirAsia Zest
Im September 2013 wurde bekannt, dass sich die Gesellschaft im Rahmen der Partnerschaft mit AirAsia, die 49 % an Zest Airways erworben hatte, im Außenauftritt in AirAsia Zest umbenennen und zukünftig das Corporate Design der AirAsia-Gruppe tragen würde.
Im September 2015 erhöhte die AirAsia-Gruppe ihre Beteiligung auf 51 %. Zest Airways wurde daraufhin im Herbst 2015 mit der im Jahr 2010 gegründeten AirAsia Philippines fusioniert. Das neue Unternehmen erhielt den Namen Philippines AirAsia.

## Flugziele
Angeboten werden überwiegend Inlandsflüge an touristische Ziele, die abseits der Routen großer Fluggesellschaften, wie etwa der Philippine Airlines, liegen. Zest Airways kooperiert seit 2010 verstärkt mit Reiseveranstaltern aus der Volksrepublik China und Südkorea. Die internationale Verbindung nach Koror wurde wieder eingestellt, jedoch nahm Zest Air ab Oktober 2009 mit Hongkong und Sandakan zwei neue internationale Ziele in den Flugplan auf. Die Flüge wurden jedoch nach kurzer Zeit wieder eingestellt. In der Wintersaison 2011 konzentriert sich Zest Airways auf internationale Flüge zu den Flughäfen Incheon, Gimhae und Shanghai von den Flughäfen Kalibo und Mactan-Cebu International Airport. Eine weitere Ausdehnung der Flugziele erfolgte im Sommerflugplan 2011 um die Zielflughäfen Cheongju, Muan, Chengdu und Taipeh. Nationale Ziele waren Davao, Bacolod, Busuanga, Cebu, Calbayog City, Catarman unter anderem und das wichtigste Flugziel Kalibo.
Im Laufe des Jahres 2012 wurden verschiedene Flugziele innerhalb der Philippinen aufgegeben, so werden nicht mehr Bacolod, Catarman, Virac, Calbayog angeflogen. Neu hinzugekommen sind ab Cebu-Mactan die Flugziele Davao City und Puerto Princesa. Neue Internationale Ziele sind ab Manila die Ziele Shanghai, Kuala Lumpur und erstmals von Clark das Flugziel Seoul-Incheon.

## Flotte

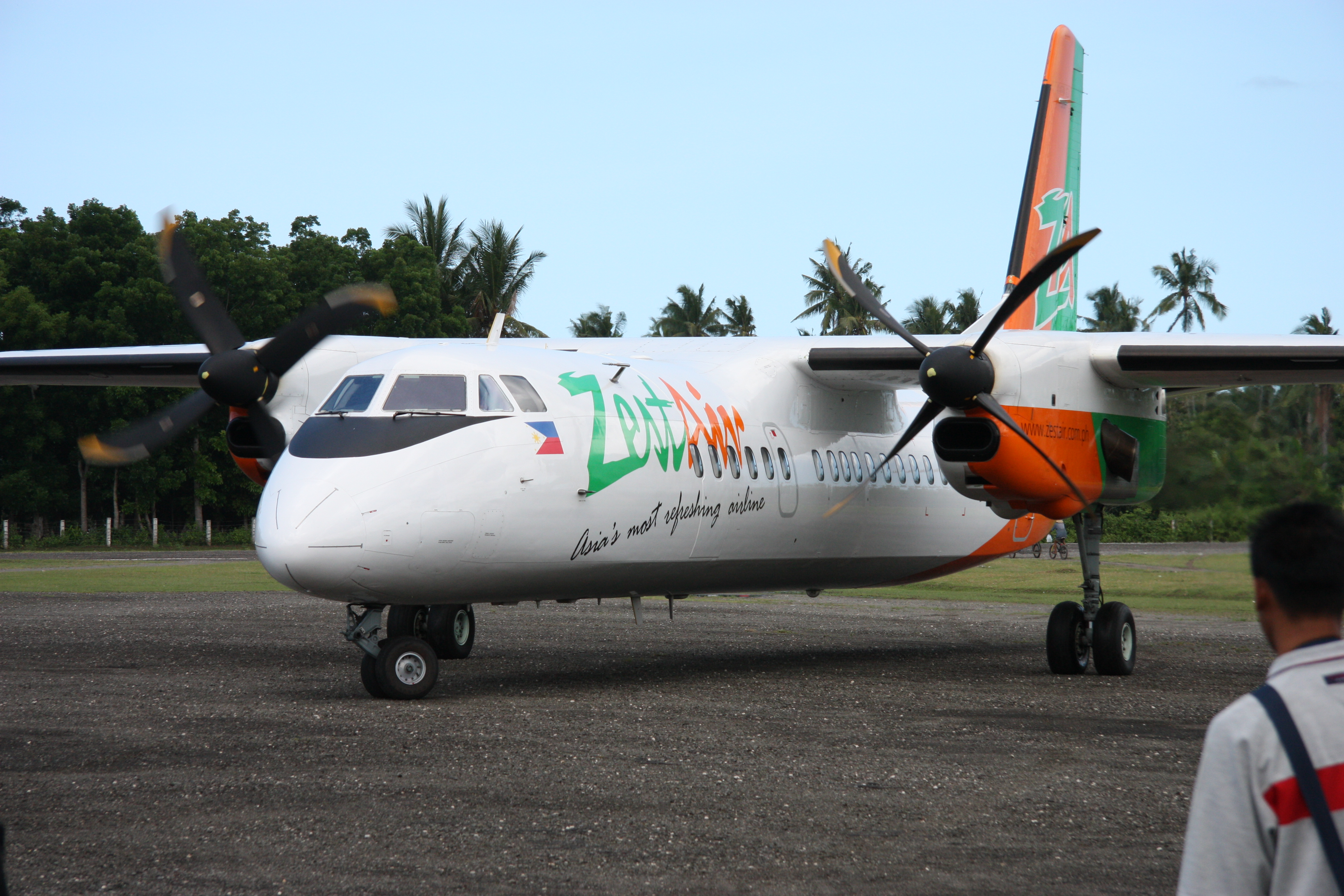
Eine Xi’an MA60 der Zest Airways

Im Februar 2015 bestand die Flotte der AirAsia Zest aus vierzehn Airbus A320-200.

## Zwischenfälle
- Am 7. Dezember 1999 stürzte eine Let L-410 der damaligen Asian Spirit in der Nähe von Bayombong ab. Alle 15 Passagiere und die 2 Besatzungsmitglieder starben.[10]
- Am 11. Januar 2009 verunglückte eine Xi’an MA60 der Zest Airways bei der Landung auf dem Caticlan-Malay Flughafen, bei dem Unfall kamen keine Personen zu Schaden, die Maschine musste jedoch aufgrund der Beschädigungen abgeschrieben werden. Die Maschine setzte zu spät auf der nur 840 Meter kurzen Start- und Landebahn auf, rollte über ihr Ende hinaus und blieb in einem Entwässerungskanal liegen.[11]
- Am 25. Juni 2009 verunglückte eine weitere MA-60 der Zest Airways auf dem Caticlan-Malay Flughafen, bei diesem sehr ähnlichen Unfall kamen erneut keine Personen zu Schaden. Als Unfallursache wurden Unzulänglichkeiten des Flughafens erkannt. Da die Maschine mit Rückenwind landete und einen vor der Landebahn liegenden Hügel überfliegen musste, setzte die Maschine wiederum zu spät auf der Landebahn auf und rollte über deren Ende hinaus. Der Flughafen wurde daraufhin einer Revision unterzogen, der in Anflugrichtung stehende Hügel abgetragen und die Landebahn um 100 Meter verlängert. Seit diesem Unfall wird der Godofredo P. Ramos Airport nicht mehr von Zest Airways angeflogen.[12]